# DFB-Pokal 1966/67
DFB-Pokalsieger 1966/67 wurde der FC Bayern München. Den Bayern gelang es als zweite Mannschaft (nach dem Karlsruher SC in den Jahren 1955/1956) seit Einführung des DFB-Pokals 1952/53, den Titel zu verteidigen. Am 31. Mai 1967 konnten die Bayern außerdem den Europapokal der Pokalsieger im Finale von Nürnberg mit 1:0 gegen die Glasgow Rangers gewinnen. Sie wurden somit direkter Nachfolger von Borussia Dortmund. Am 10. Juni 1967 schließlich konnten sie den DFB-Pokal erfolgreich verteidigen.
Da die Bayern als Titelverteidiger bereits für den Europapokal der Pokalsieger 1967/68 qualifiziert waren, konnte auch der Hamburger SV als unterlegener Finalist teilnehmen und das Finale gegen den AC Mailand erreichen, der die Bayern im Halbfinale besiegt hatte.

## Qualifikation
| Datum                 |                   | Ergebnis |                     |
| --------------------- | ----------------- | -------- | ------------------- |
| 26.12.1966, 14:00 Uhr | Altonaer FC 93    | 2:1      | 1. FC Nürnberg      |
| 31.12.1966, 14:00 Uhr | KSV Hessen Kassel | 6:2      | Eintracht Frankfurt |

## 1. Hauptrunde
| Datum                 |                        | Ergebnis  |                          |
| --------------------- | ---------------------- | --------- | ------------------------ |
| 14.01.1967, 14:00 Uhr | KSV Hessen Kassel      | 2:2 n. V. | Werder Bremen            |
| 14.01.1967, 14:00 Uhr | VfB Lübeck             | 0:1 n. V. | Kickers Offenbach        |
| 14.01.1967, 14:00 Uhr | SpVgg Erkenschwick     | 1:0       | Stuttgarter Kickers      |
| 14.01.1967, 15:00 Uhr | Altonaer FC 93         | 0:6       | Hamburger SV             |
| 14.01.1967, 15:00 Uhr | Borussia Dortmund      | 2:2 n. V. | 1. FC Köln               |
| 14.01.1967, 15:00 Uhr | Rot-Weiss Essen        | 1:2       | Karlsruher SC            |
| 14.01.1967, 15:00 Uhr | Alemannia Aachen       | 1:1 n. V. | FK Pirmasens             |
| 14.01.1967, 15:00 Uhr | 1. FC Saarbrücken      | 2:4       | VfB Stuttgart            |
| 14.01.1967, 15:00 Uhr | FC Schalke 04          | 4:2       | Borussia Mönchengladbach |
| 14.01.1967, 15:00 Uhr | Duisburger FV 08       | 0:2       | Schwarz-Weiß Essen       |
| 14.01.1967, 15:00 Uhr | SV Waldhof Mannheim    | 1:3       | Fortuna Düsseldorf       |
| 14.01.1967, 15:00 Uhr | Hertha BSC             | 2:3 n. V. | FC Bayern München        |
| 14.01.1967, 15:00 Uhr | Eintracht Braunschweig | 2:3 n. V. | MSV Duisburg             |
| 14.01.1967, 15:00 Uhr | SV Arminia Hannover    | 1:4       | TSV 1860 München         |
| 15.01.1967, 14:00 Uhr | Hannover 96 II         | 2:2 n. V. | Borussia Neunkirchen     |
| 18.01.1967, 20:00 Uhr | 1. FC Kaiserslautern   | 2:1       | Hannover 96              |

### Wiederholungsspiele
| Datum                 |                      | Ergebnis |                        |
| --------------------- | -------------------- | -------- | ---------------------- |
| 24.01.1967, 19:30 Uhr | 1. FC Köln           | 1:0      | Borussia Dortmund      |
| 25.01.1967, 14:30 Uhr | FK Pirmasens         | 0:1      | Alemannia Aachen       |
| 25.01.1967, 14:30 Uhr | Borussia Neunkirchen | 2:1      | Hannover 96 (Amateure) |
| 25.01.1967, 18:30 Uhr | Werder Bremen        | 2:1      | KSV Hessen Kassel      |

## Achtelfinale
| Datum                 |                      | Ergebnis  |                    |
| --------------------- | -------------------- | --------- | ------------------ |
| 03.02.1967, 20:00 Uhr | 1. FC Köln           | 0:0 n. V. | Hamburger SV       |
| 04.02.1967, 14:30 Uhr | Borussia Neunkirchen | 1:1 n. V. | Werder Bremen      |
| 04.02.1967, 14:30 Uhr | Schwarz-Weiß Essen   | 1:1 n. V. | Fortuna Düsseldorf |
| 04.02.1967, 14:30 Uhr | SpVgg Erkenschwick   | 1:3       | FC Bayern München  |
| 04.02.1967, 16:00 Uhr | Alemannia Aachen     | 4:2       | Karlsruher SC      |
| 04.02.1967, 16:00 Uhr | VfB Stuttgart        | 0:1       | FC Schalke 04      |
| 04.02.1967, 16:00 Uhr | 1. FC Kaiserslautern | 0:0 n. V. | Kickers Offenbach  |
| 04.02.1967, 16:00 Uhr | TSV 1860 München     | 1:0       | MSV Duisburg       |

### Wiederholungsspiele
| Datum                 |                    | Ergebnis  |                      |
| --------------------- | ------------------ | --------- | -------------------- |
| 14.02.1967, 15:00 Uhr | Kickers Offenbach  | 1:0 n. V. | 1. FC Kaiserslautern |
| 14.02.1967, 19:00 Uhr | Werder Bremen      | 1:2       | Borussia Neunkirchen |
| 14.02.1967, 19:30 Uhr | Hamburger SV       | 2:0       | 1. FC Köln           |
| 15.02.1967, 19:30 Uhr | Fortuna Düsseldorf | 1:0       | Schwarz-Weiß Essen   |

## Viertelfinale
| Datum                 |                   | Ergebnis  |                      |
| --------------------- | ----------------- | --------- | -------------------- |
| 23.03.1967, 20.15 Uhr | TSV 1860 München  | 2:0       | Fortuna Düsseldorf   |
| 25.03.1967, 16.00 Uhr | Kickers Offenbach | 0:0 n. V. | Hamburger SV         |
| 25.03.1967, 16.00 Uhr | Alemannia Aachen  | 3:1       | Borussia Neunkirchen |
| 25.03.1967, 16.00 Uhr | FC Schalke 04     | 2:3       | FC Bayern München    |

### Wiederholungsspiel
| Datum                 |              | Ergebnis |                   |
| --------------------- | ------------ | -------- | ----------------- |
| 12.04.1967, 19.30 Uhr | Hamburger SV | 2:0      | Kickers Offenbach |

## Halbfinale
| Datum                 |                   | Ergebnis |                  |
| --------------------- | ----------------- | -------- | ---------------- |
| 06.05.1967, 16:00 Uhr | Hamburger SV      | 3:1      | Alemannia Aachen |
| 06.05.1967, 16:00 Uhr | FC Bayern München | 3:1      | TSV 1860 München |

## Finale
| Paarung           | Hamburger SV – FC Bayern München |
| Ergebnis          | 0:4 (0:1) |
| Datum             | 10. Juni 1967 um 16:00 Uhr |
| Stadion           | Neckarstadion, Stuttgart |
| Zuschauer         | 68.000 |
| Schiedsrichter    | Karl Niemeyer (Bad Godesberg) |
| Tore              | 0:1 Müller (23.) 0:2 Ohlhauser (72.) 0:3 Müller (76.) 0:4 Brenninger (85., FE) |
| Hamburger SV      | Horst Schnoor, Dieter Strauß, Jürgen Kurbjuhn, Helmut Sandmann, Egon Horst, Willi Schulz, Bernd Dörfel, Manfred Pohlschmidt, Uwe Seeler, Gert Dörfel, Hans Schulz Cheftrainer: Josef Schneider                                   |
| FC Bayern München | Sepp Maier, Peter Kupferschmidt, Georg Schwarzenbeck, Franz Roth, Franz Beckenbauer, Werner Olk, Rudolf Nafziger, Rainer Ohlhauser, Gerd Müller, Dieter Koulmann, Dieter Brenninger Cheftrainer: Zlatko Čajkovski ( Jugoslawien) |